# Боброво (Луганская область)
Бобро́во — село на Украине в составе Северодонецкого горсовета Луганской области.
Расположено примерно в 18 км к юго-востоку от города Северодонецка. С юго-запада от села находится множество озёр-стариц и река Северский Донец. Ближайший населённый пункт — посёлок городского типа Боровское.
Село Боброво не газифицировано. Уличного освещения нет. В начале 2010-х годов в селе были перебои с электроэнергией.